# 塞米哈特卡
46°10′23″N 34°43′50″E / 46.17306°N 34.73056°E
塞米哈特卡（烏克蘭語：Семихатка）是位於烏克蘭南部的村莊，由赫爾松州海尼切斯克區的海尼切斯克市镇負責管轄。該村始建於1920年，面積51.1平方公里，海拔高度15米，2001年人口561，人口密度每平方公里11人。